# 超吉任務
是一部2022年美國動作喜劇片，由湯姆·葛米根（Tom Gormican）執導並與凱文·艾登共同編劇。尼可拉斯·凱吉在片中以本人的身份出演主角，劇情描述破產的凱吉同意在一名億萬富翁粉絲的生日聚會上露面；那名粉絲實際上是名毒梟，凱吉則為了保護關係緊張的妻小而成為中央情報局的線人。電影2022年3月12日登上西南偏南影展舉行全球首映，2022年4月22日美國院線上映。

## 劇情
好莱坞巨星尼古拉斯·凯奇事业受挫，不仅多部大片的角色被推掉，而且还经常被“尼可”羞辱、折磨。在凯奇看来，尼可就是自己年轻时候的样子，而且事业也比已经年老力衰的自己更为成功。由于多年来缺乏情感上的照顾，凯奇与前妻奥莉维亚及女儿艾蒂的关系十分糟糕。经历过艾蒂生日派对上的一件尴尬屈辱事，再加上丢掉电影的主角戏份，凯奇计划从此息影。此时经纪人理查德·芬克给他安排了一项差事，就是去马略卡岛给身家亿万的花花公子哈维·古铁雷斯庆生，报酬大约是100万美金。
一见到哈维，凯奇就被他要求按照自己写的剧本即兴创作一部电影。凯奇一开始被他的无理要求惹恼，后来渐渐给他的决心所打动，很快就因为都喜欢《卡里加里博士的小屋》和《柏靈頓熊熊出任務》而结缘（凯奇第一次看《帕丁顿熊》就和哈维一起）。不久后，中情局特工薇薇安和马丁找上门，说哈维是军火贩子，而且还绑架了主张打击犯罪政治家之女玛丽亚，以此迫使政治家放弃参加即将到来的选举。尽管不太情愿，凯奇还是决定帮中情局完成任务。
凯奇在哈维的别墅安插监视器，之后来到他的派对，宣布共同合作创作新片，借拍电影的名义在别墅里寻找玛丽亚。之后凯奇意外吸食致幻剂，在药物作用下无意闯入哈维的私人收藏室，发现里面全是自己的电影藏品，包括《奪面雙雄》主角卡斯特·特洛伊（Castor Troy）的蜡像，而且蜡像上的金枪和原版一模一样。看到这些，凯奇转变了想法，觉得不能再背叛哈维了，结果还是被薇薇安说服，建议他把绑架事件写进剧本，看看哈维会不会偶尔间泄露玛丽亚的藏身之地。
凯奇将绑架的点子分享给哈维，哈维觉得他毫无新意，需要激发一下灵感。于是哈维把奥莉维亚和艾蒂从洛杉矶带过来，结果母女俩对正在发生的事情感到愤怒。凯奇想和他们修补关系，但他们非但不接受，还说凯奇把电影事业看得比家人还重。之后哈维私底回见表哥卢卡斯，原来卢卡斯才是军火贩子，也是绑架了玛丽亚的那个人。卢卡斯特地嘱咐哈维提防凯奇，说凯奇正在和中情局联手，最好除掉他，不然自己就会动手杀哈维。
此时凯奇也开始重新审视自己和哈维的关系。双方对峙的时候，谁都不忍心杀掉谁。卢卡斯见状，派手下去追杀他们。跑回别墅的时候，两人发现艾蒂被绑架了。凯奇把哈维、奥莉维亚和哈维的助理盖布瑞带到中情局的安全屋，结果安全屋被破坏了。在敌人的包围之下，马丁遇害，薇薇安也牺牲了自己，给大家营造突围时机。在哈维的帮助下，凯奇和奥莉维亚打扮成一对隐居的罪犯夫妻，以此接近卢卡斯。就在他们找到艾蒂和玛丽亚所在位置的时候，身份被识破。尽管如此，凯奇、艾蒂、玛丽亚和奥莉维亚还是逃跑了，同时哈维和盖布瑞留下来分散卢卡斯的注意力。
在卢卡斯的追击下，凯奇四人逃进了美国大使馆。卢卡斯也已经赶到，用枪指着凯奇，凯奇则用艾蒂扔过来的刀反杀卢卡斯。此时画面一转，凯奇和哈维完成电影制作，原来一切都是他们在拍戏。只见凯奇为新片的杀青热烈鼓掌，向哈维表示祝贺，之后和家人一起回家看《帕丁顿熊2》，关系也更胜以往。

## 演員
- 尼可拉斯·凱吉飾演尼可拉斯·「尼可」·凱吉（Nicolas “Nick” Cage）：虛構版本的自己。[6][7]另外也有本色出演。
- 佩德羅·帕斯卡飾演哈維·古鐵雷斯（Javi Gutierrez）：墨西哥億萬富翁，也是凱吉的超級粉絲，私底下是名大毒梟。[8]
- 雪倫·霍根（英语：Sharon Horgan）飾演莎莉·韓森（Sally Henson）：凱吉的前妻。[9]
- 蒂芬妮·哈戴許飾演薇薇安（Vivian）：中情局特工[10]
- 莉莉·辛（Lily Sheen）飾演艾蒂（Addy）：凱吉的女兒。[11]
- 尼爾·派屈克·哈里斯飾演李察·芬克（Richard Fink）：凱吉的經紀人。[12][13]
- 艾克·拜瑞豪茲飾演馬丁（Martin）：中情局特工
- 雅各布·西皮奧飾演卡洛斯（Carlos）[13]
- 亞歷山卓·馬斯特羅納爾迪（英语：Alessandra Mastronardi）飾演蓋布瑞（Gabriela）
- 帕可·里昂（英语：Paco León）飾演盧卡斯·古鐵雷斯（Lucas Gutierrez）：哈维的表哥
- 大衛·高登·格林飾演導演
- 黛米·摩尔飾演奧莉維亞（Olivia）：凯奇在电影中的虚构电影的前妻
- 安娜·麥唐諾（英语：The Pipettes）飾演安蒂（Addy）：凯奇在电影中的虚构电影的女儿

## 製作

### 發展
《超吉任務》是由湯姆·葛米根（Tom Gormican）和凱文·艾登共同創作的劇本，於2019年11月15日被獅門收購；葛米根擔任導演，艾登透過製片商土星影業（Saturn Films）與凱文·圖倫（Kevin Turen）、尼可拉斯·凱吉與邁克·尼龍（Mike Nilon）共同擔任製片。凱吉在片中以本人的身份出演，劇情描述急需用錢的他勉強接受了100萬美元的邀請，以參加墨西哥億萬富翁超級粉絲生日。當事情變得瘋狂時，凱吉被迫擔任起電影英雄式的角色，以使自己擺脫日益危險的境地。

### 選角
凱吉在片中以本人的身份出演主角，他在不久前就與獅門在《野性獵殺》（2019年）中合作。2020年8月，據報導，佩德羅·帕斯卡有望飾演有著雙重身份的億萬富翁超級粉絲哈維（Javi）。2020年9月，雪倫·霍根和蒂芬妮·哈戴許加入演出陣容，而莉莉·辛（Lily Sheen）則於10月簽約參演。2020年11月，尼爾·派屈克·哈里斯加入飾演凱吉的經紀人。

### 拍攝
2020年8月，主要拍攝排定於2020年秋季開始作業。10月5日，電影正式於克羅地亞各地（包含杜布羅夫尼克）開拍。劇組也在匈牙利布達佩斯拍片。

## 發行
該片排定2022年4月22日美國院線廣泛上映。原本定檔2021年3月19日。2022年3月12日搶先於西南偏南影展舉行全球首映。

## 反響

### 評價
《超吉任務》在業界口碑優良。評論匯總網站爛番茄根據309條評論，本片獲得87%的新鮮度，均分7.3／10。該網站共識：「《超吉任務》以聰明、有趣、極富創造力的形式呈現了尼可拉斯·凱吉的怪奇巔峰，佩德羅·帕斯卡的搶鏡演出更與他相得益彰。」在Metacritic網站上根據52條評論，獲得68分，屬「普遍好評」。

### 票房
在美國及加拿大，《超吉任務》與《壞蛋聯盟》、《北方人》同天上映並競爭，預計首映週末能在3036間影院獲得500萬至1000萬美元的票房。本片首日進帳290萬美元，週四晚間預售達83.5萬美元；上映首週開盤710萬美元，位居當週票房排名第五。Deadline Hollywood點評，《超吉任務》和《北方人》主打客群重疊，導致開盤表現受影響；該網站更提及上映時的低知名度以及凱吉缺乏經營社交媒體是本片票房表現不佳的原因。上映首週期間，59%的觀眾是男性，其中18至34歲年齡段的觀眾佔電影票銷售額的57%。

## 備註
1. 前譯《不能承受的天才之重》[5]。

## 外部連結
- 互联网电影数据库（IMDb）上《超吉任務》的资料（英文）
- AllMovie上《超吉任務》的资料（英文）
- 爛番茄上《超吉任務》的資料（英文）
- Metacritic上《超吉任務》的資料（英文）
- Box Office Mojo上《超吉任務》的资料（英文）
- 開眼電影網上《超吉任務》的資料（繁體中文）
- 豆瓣电影上《超吉任務》的資料 （简体中文）
- 时光网上《超吉任務》的資料（简体中文）